# The Shirelles
The Shirelles – amerykańska grupa popowa powstała w 1958 i rozwiązana w 1982. Girls band był, obok Martha and the Vandellas, jednym z pierwszych i najpopularniejszych zespołów dziewczęcych.
Mimo że piosenkarki nie reprezentowały wysokich umiejętności wokalnych, grupa zdobyła wielką popularność Głównie dzięki dobrym, wpadającym w ucho kompozycjom, sprawnej akcji reklamowej, specyficznej atmosferze młodzieńczej świeżości oraz niewinności otaczającej zespół. Do największych przebojów kwartetu należą: „I Met Him on a Sunday”, „Will You Love Me Tomorrow”, „Mama Said”, „Soldier Boy” i „Foolish Little Girl”.
W 1996 grupa została wprowadzona do Rock and Roll Hall of Fame.

## Skład
- Doris Coley – śpiew
- Addie Harris – śpiew
- Beverley Lee – śpiew
- Shirley Owens – śpiew

## Dyskografia
- 1961: Tonight's the Night

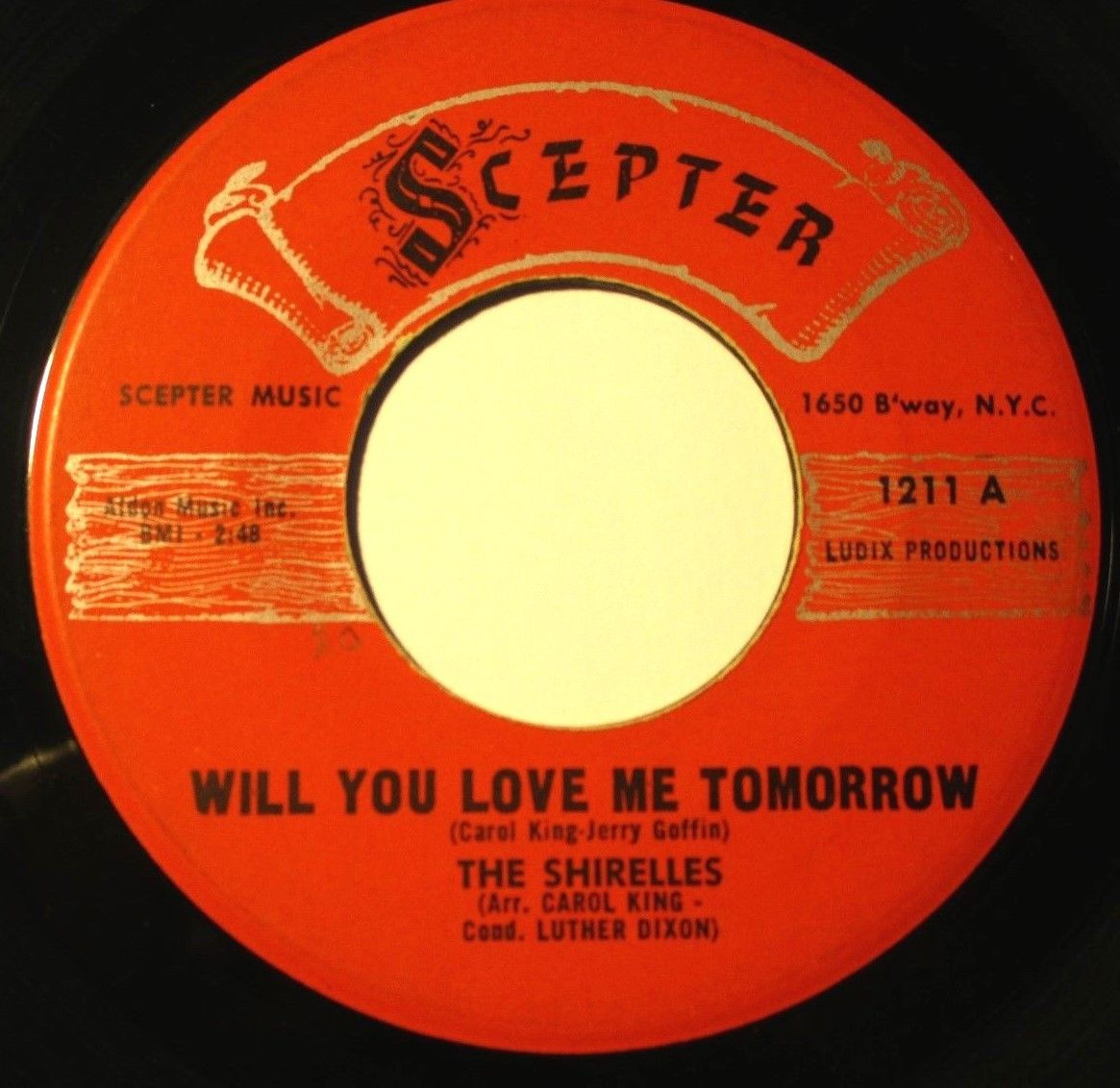
Singiel analogowy z piosenką „Will You Love Me Tomorrow” (pierwsza piosenka zespołu, która znalazła się na #1 amerykańskiej listy „Billboard” Hot 100

- 1962: A Shirelles & King Curtis Give a Twist Party
- 1962: Baby It's You
- 1962: Give a Twist Party
- 1963: The Shirelles Sing to Trumpets & Strings
- 1963: Foolish Little Girl
- 1964: The Shirelles Sing the Golden Oldies
- 1964: Orig. Motor Town Revue (Live)
- 1967: Spontaneous Combustion
- 1969: Remember When
- 1970: Eternally Soul
- 1971: Happy in Love
- 1972: It's a Mad, Mad, Mad, Mad, World
- 1972: The Shirelles
- 1976: Lets Give Each